# Сольвычегодский уезд
Сольвычегодский уезд — в Российской империи и РСФСР административно-территориальная единица в Архангелогородской губернии, Вологодском наместничестве, Вологодской губернии и Северо-Двинской губернии с административным центром в городе Сольвычегодск.

## История

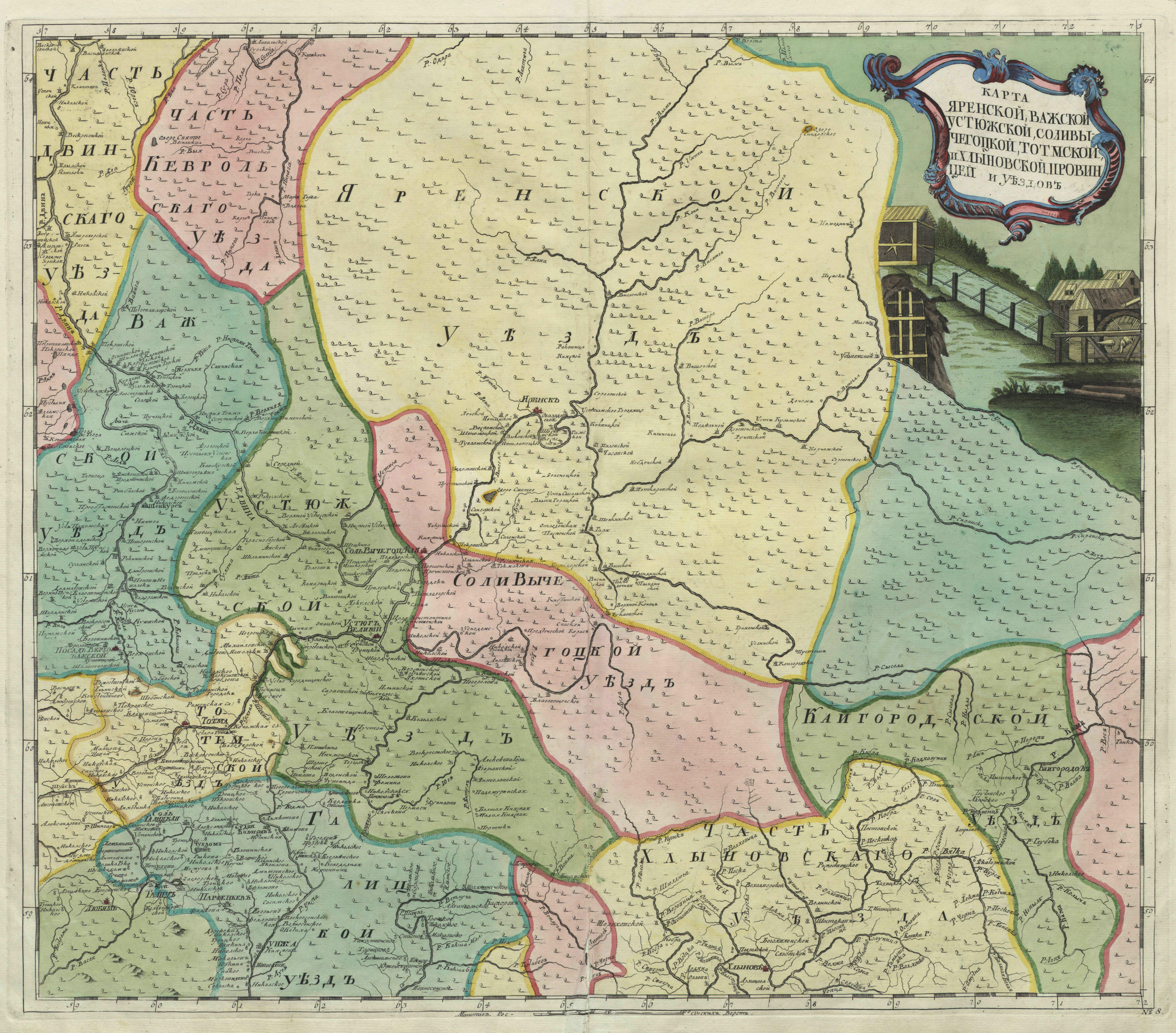
Сольвычегодский уезд, 1745 год

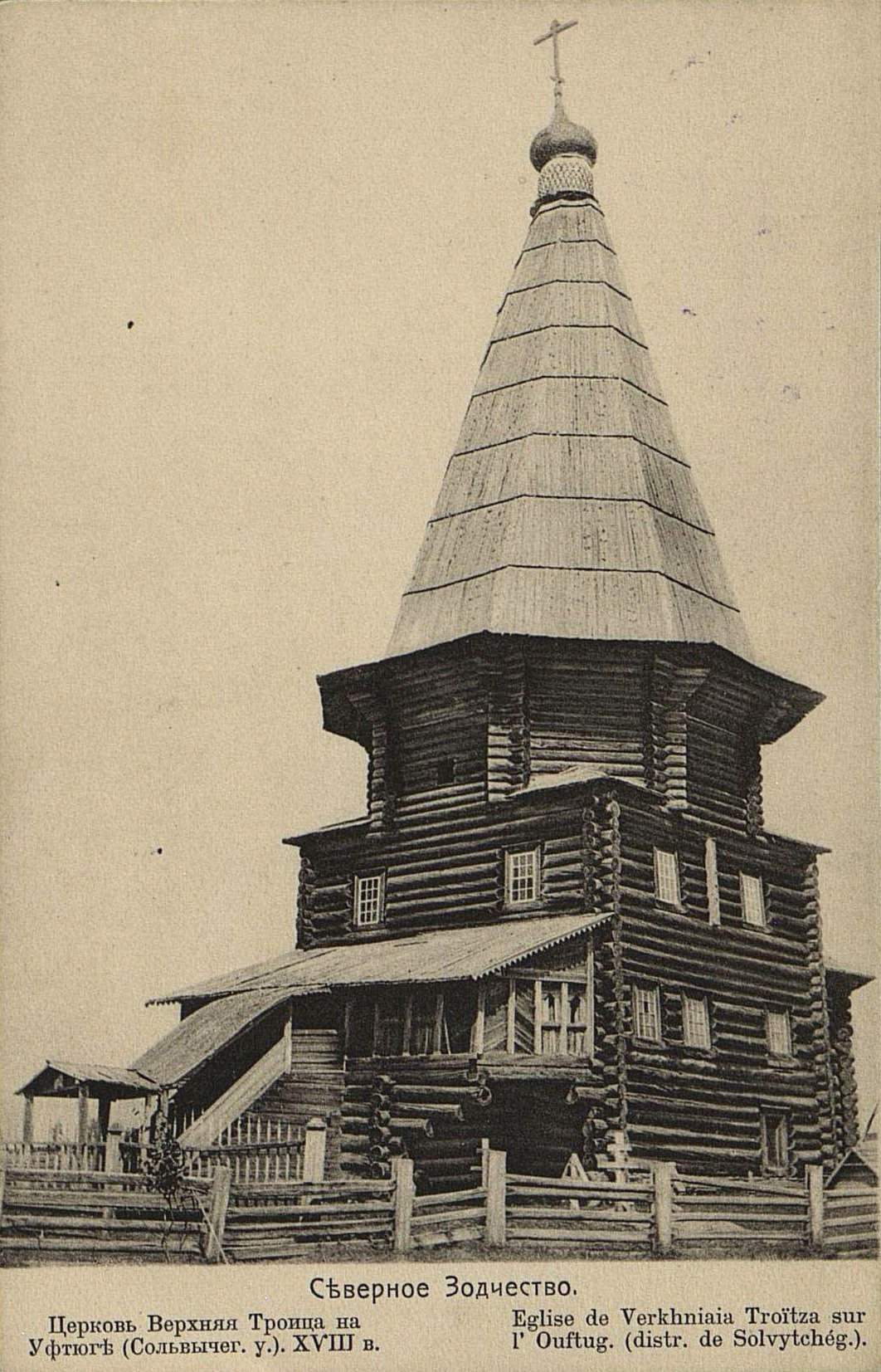
Сольвычегодский уезд, деревянная церковь в Верхней Уфтюга. 1900-е гг.

Сольвычегодский уезд выделился из Устюжского уезда во второй половине XVI века. С 1708 года уезд входил в Архангелогородскую губернию. В 1719 году губернии были разделены на провинции. Уезды упразднялись, вместо них вводились дистрикты. На Европейском Севере доли, созданные на месте уездов, переименовали в дистрикты, границы же их остались без изменений  (название «уезды» продолжало употребляться в официальных документах, невзирая на их официальную отмену). Сольвычегодский дистрикт и переданный в Архангелогородскую губернию Яренский дистрикт вошли в Великоустюжскую провинцию. С 1780 года — в Вологодском наместничестве. В 1780 году бывшая Лузская Пермца (Лузская четверть) вошла в состав Лальского уезда. В 1796 году в Сольвычегодский уезд Вологодской губернии вошли шесть волостей и один стан (Ракульская, Уфтюжская, Черевковская, Пермогорская верхнего конца, Пермогорская нижнего конца, Юрьенаволоцкая волости и Белослудский стан) упразднённого Красноборского уезда.
Постановлением НКВД РСФСР от 24 июля 1918 года Сольвычегодский уезд был включён в состав Северо-Двинской губернии. 10 апреля 1924 года в результате административной реформы, связанной с отменой уездного и волостного деления и проведения районирования в Северо-Двинской губернии, на основании Декрета ВЦИК РСФСР «Об административном делении Северодвинской губернии», Сольвычегодский уезд был упразднён. При этом Верхне-Лальская волость (см. Верхне-Лалье, современное название)  вошла в состав Лальского района.

## Административное деление
Волости и волостные центры на 1893 год:
I стан
- Березонаволоцкая волость - Березов-Наволок
- Воробинская волость - Воробино
- Ильинско-Подомская волость - Ильинское
- Метлинская волость - Метлино
- Никольская волость - Никольское
- Рябовская волость - Бердышиха

II стан
- Алексеевская волость - Алексеевское
- Афанасьевская волость - Вознесенское
- Великосельская волость - Парфеновское
- Верхотоемская волость - Верхняя Тойма
- Вершинская волость - Вершинская Гора
- Гавриловская волость - Никитское
- Горковская волость - Горка
- Семеновская волость - Семеновское
- Тимошинская волость - Кивокурье
- Федьковская волость - Ягрыш
- Черевковская волость - Черевково

## География

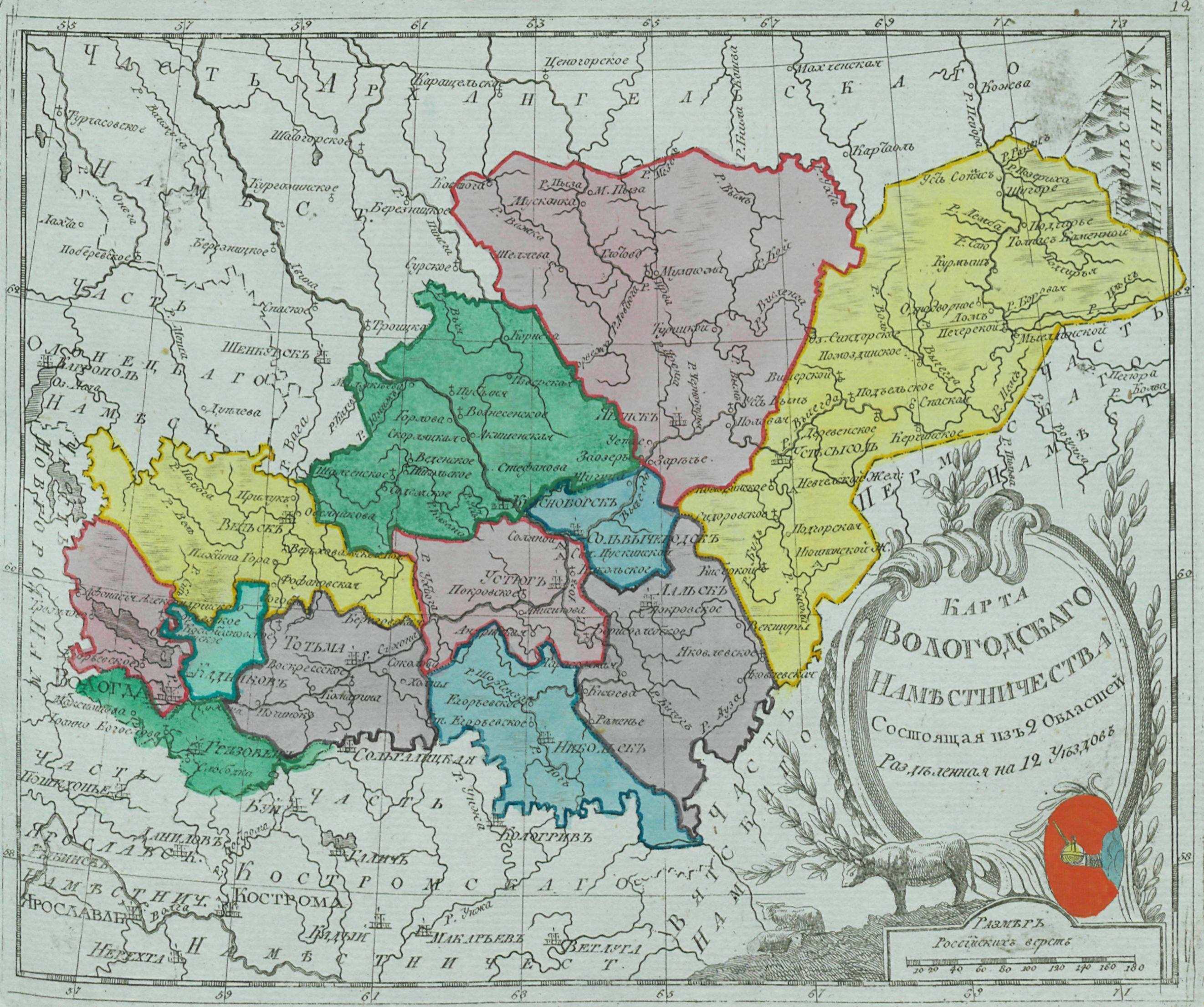
Сольвычегодский уезд, 1792 год

По измерению И. А. Стрельбицкого, занимал 37276 кв. вер., или 3880520 дес.; наибольшее протяжение уезда с севера на юг 400 вёрст, по величине — это третий (после Усть-Сысольского и Яренского) уезд в Вологодской губернии.
Граничил с Устюжским, Хлыновским, Кайгородским, и Яренским уездами.

### Рельеф
Поверхность уезда имеет характер равнины с высотами от 40 до 80 саженей, почти вся покрыта лесами, особенно в северной части. Почва большей частью песчаная и отчасти суглинистая.

### Водные ресурсы
По водостоку весь уезд принадлежит к бассейну реки Северная Двина.
Значительных озёр нет. Из рек главное значение у Северной Двины, протекающей по уезду на протяжении ок. 200 вёрст и её притока — Вычегды, пересекающей уезд с востока на запад в его южной части на протяжении ок. 100 вёрст. Обе эти реки судоходны, но по последней движения почти нет, за отсутствием грузов. Также по уезду другие реки, из коих наиболее значительны: на юге — река Виледь (приток Вычегды), реки Уфтюга и Ёрга (правые притоки Северной Двины), а в северо-восточной части река Пинега, протекающая по уезду на протяжении около 100 вёрст до её перехода в Архангельскую губернию. Эта часть уезда наиболее дикая и мало тяготеющая к южной части, к тому же и дороги плохи, тогда как в остальных частях уезда они удовлетворительны. Кроме того, летом сообщение производится ещё и по рекам и речкам; никаких сколько-нибудь значительных пристаней в уезде нет. Пермь-Котласская железная дорога проходит только по юго-западной части уезда.

## Демография
Жителей в уезде (без городов, по переп. 1897 г.) — 117922 (57196 мжч. и 60726 жнщ.). Православных — 120876, раскольников — 2802. Дворян — 80, духовных — 1371, купцов — 81, мещан — 280, крестьян — 114367, половников — 188, военных (отставных и запасных) — 4155, прочих — 136; все население — русское. Плотность населения — 3 человека на 1 кв. версту.

## Населённые пункты

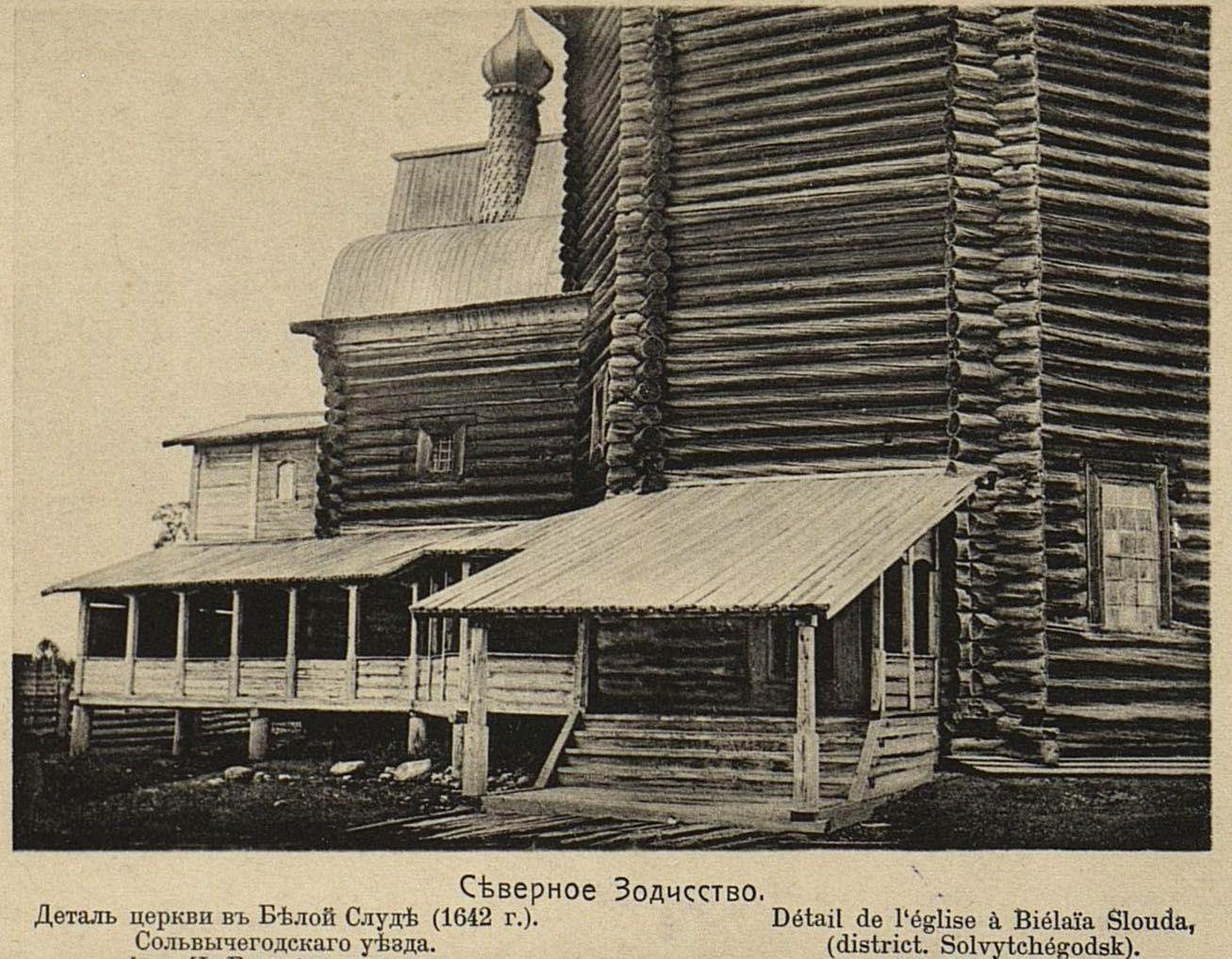
Сольвычегодский уезд. Деталь церкви в Белой Слуде. 1900-е гг.

Населённых мест в 1897 году в Сольвычегодском уезде было 1637, волостей 13, сельских обществ 51, заштатный город один — Красноборск (671 жит.). Из трёх северо-восточных уездов Вологодской губернии Сольвычегодский уезд был самым населённым. Основная масса населения расположена по левому берегу Северной Двины и по её притокам, затем по берегам реки Вычегда и к югу от неё по реке Виледь и верховьям реки Лалы. Вдоль Северной Двины и Малой Северной Двины, от границ Архангельской губернии до Велико-Устюжского уезда, идёт, на протяжении 300 вёрст, почти сплошная заселённая и возделанная полоса, шириной местами до 15 вёрст. По берегам Вычегды и других рек ширина заселённой полосы не более 3—5 вёрст. Волости местами разделяются полосами лесов шириной 10—20 вёрст, но в общем близко подходят друг к другу, не теряя связи, за исключением волостей на верховье Пинеги, отделённых от более южных волостей 70-вёрстным сплошным лесным пространством.
В уезде (кроме городов) 47 каменных и 31 деревянная православных церквей и 1 монастырь; 1 больница на 8 кроватей, 2 врача, 1 аптека, 2 почтовых учреждения.

## Земельные владения
Частновладельческих имений нет, крестьянской земли (1895): надельной 304748 десятин, прикупленной 9678 десятин; остальные земли или государственные, или удельные.
По угодьям в десятинах:
- пашни 47609 дес.,
- лесов 3617144 дес.,
- лугов 62187 дес.

## Экономика

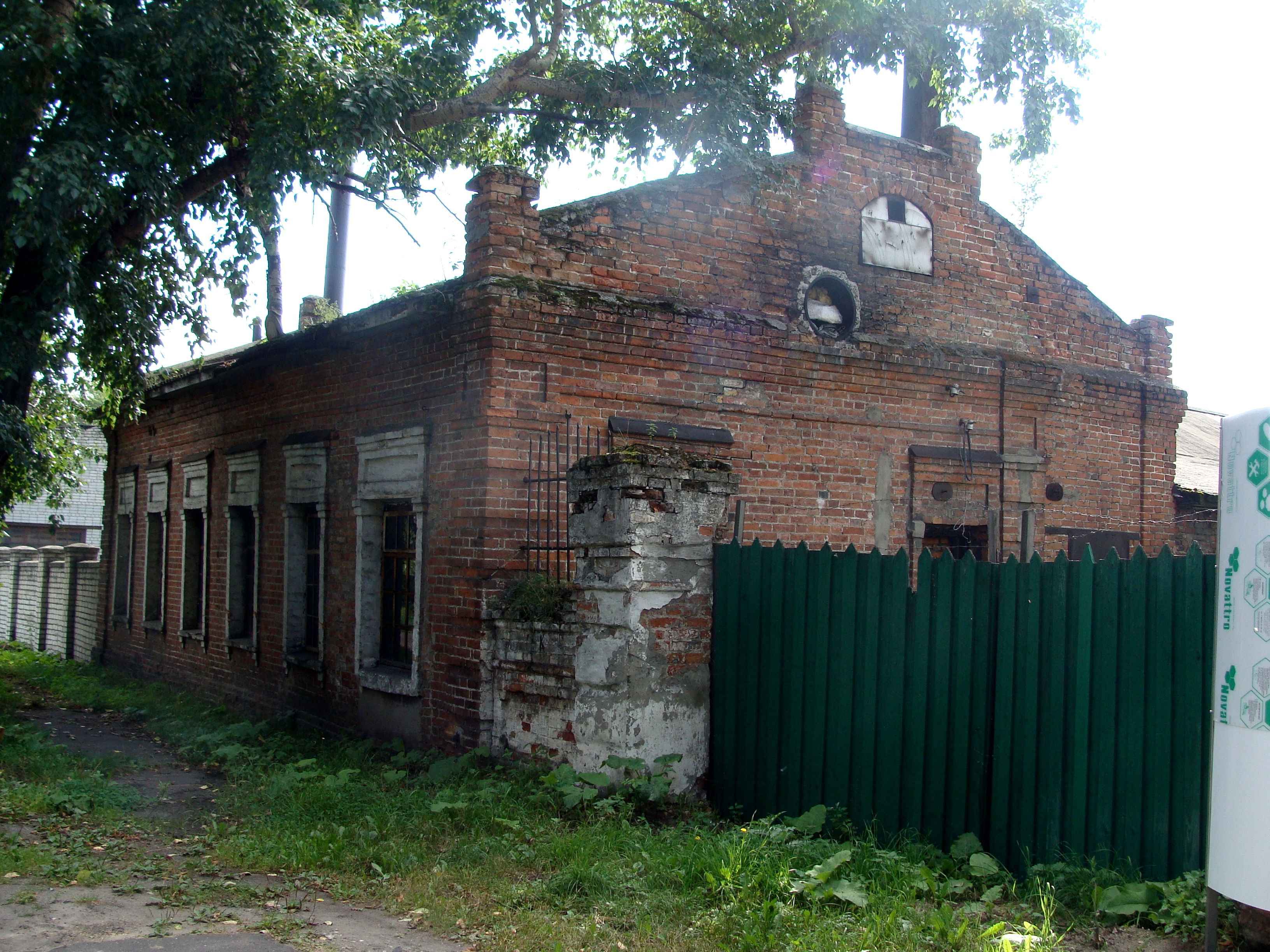
Конец XIX века. Электростанция, Сольвычегодск
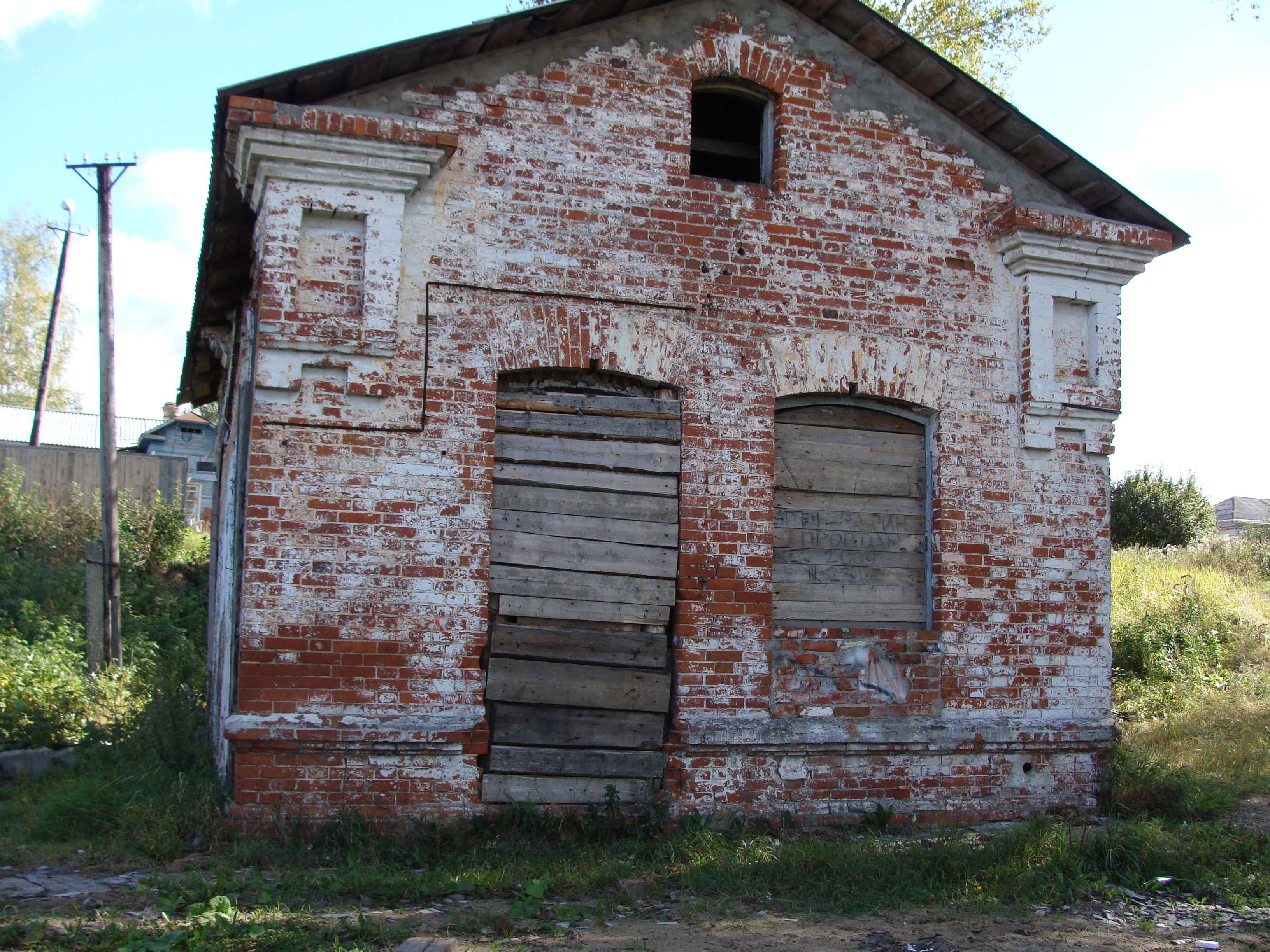
Начало XX века. Насосная станция, Котлас
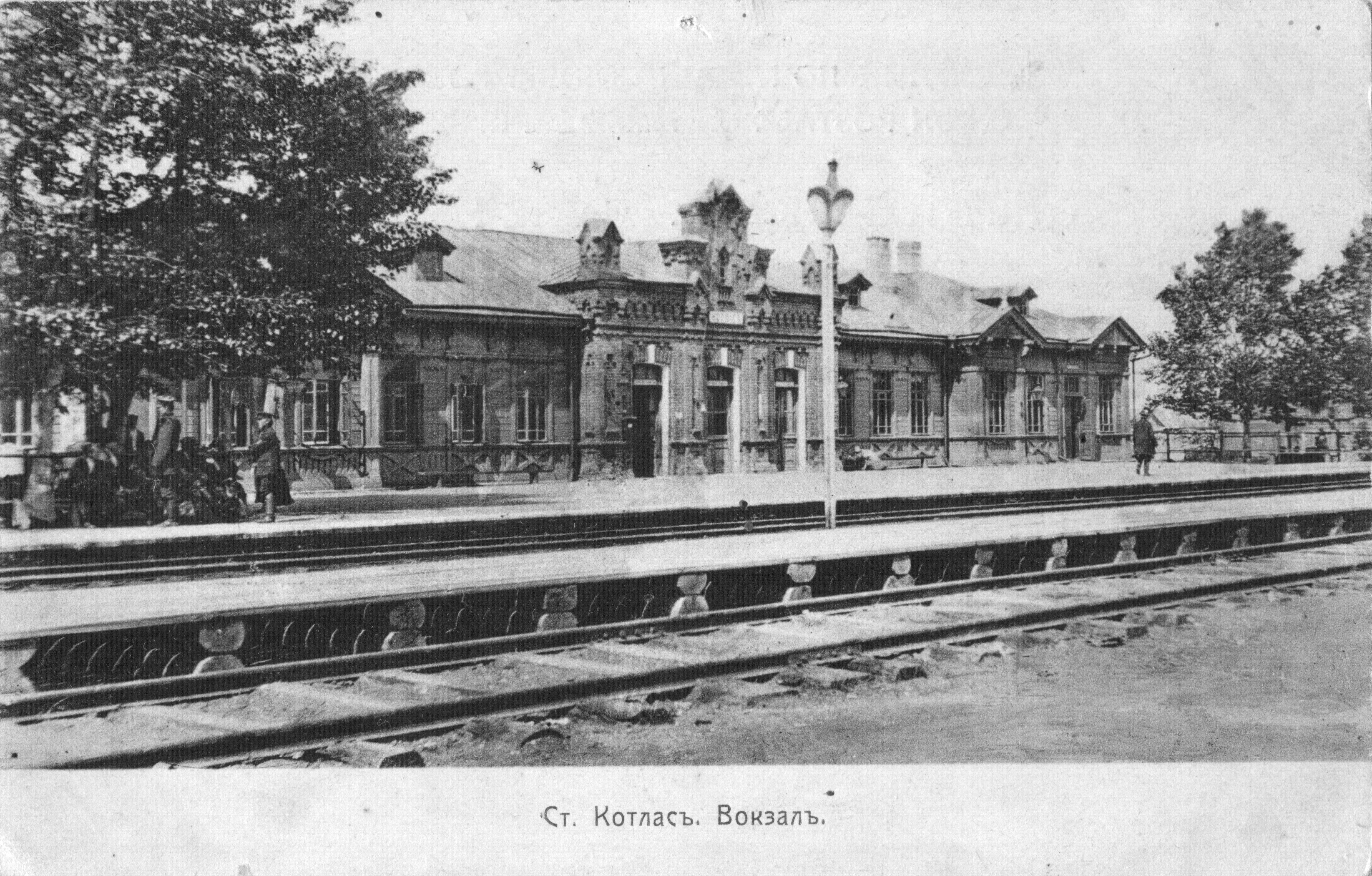
Начало XX века. Станция Котлас
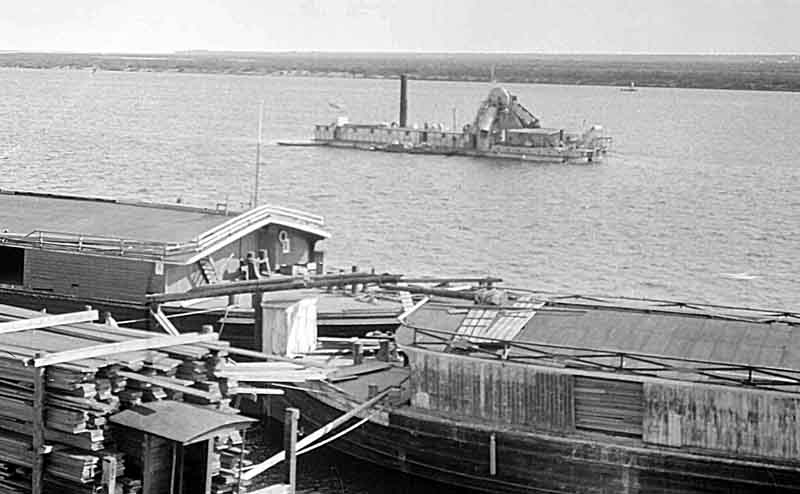
Землечерпалка в Котласе. 1911 год

### Сельское хозяйство
Системы хозяйства трёхпольная и подсечная. Ввиду недостаточности удобных для обработки земель, а также сенокосов, здесь установилась своеобразная форма владения землёй, состоящая в том, что пахотными, сенокосными и пастбищными землями владеют сообща все те селения, которые поблизости их расположены; иногда эта общность владения относится только к таким угодьям, в коих является недостаток. Возделывается на постоянных пашнях обыкновенно только рожь и ячмень, по Северной Двине сеют ещё овёс, а по реке Виледи — и пшеницу; в огородах растят капусту, картофель, лук и коноплю. Урожаи достаточно удовлетворительные; единственный бич земледелия — ранние заморозки, случающиеся нередко в августе и даже конце июля, особенно на низких и сырых местах.

#### Зерновые
При подсечном хозяйстве урожаи получаются до сам 20—30. Посевная площадь в десятинах: озимой ржи 11476, овса 2218, ячменя 15864, яровой пшеницы 182. Собирается в среднем: ржи 45300 четв., овса 19820 четв., ячменя 100150 четв., яр. пшеницы 1380 четв.

#### Лён
Подсеки под лён делаются в южной части уезда в бассейне рек Виледи и Лалы, где почва суглинистая, а леса больше лиственные, к тому же лён отсюда легко сбывается на местные фабрики и через Архангельск за границу. После снятия одного урожая возвращаются на то же место не ранее 20 лет; стоимость льняного волокна, в среднем, 6—9 руб. пуд., средняя посевная площадь ок. 376 дес., волокна получается ок. 7960 пудов, а семени 880 пудов. Чаще применяется привозное семя из Вятки и Прибалтики. Особенно хороший лён получался из семени называвшемся в местно обиходе "рижским", но к концу XIX века было вытеснено вятским (после строительства железной дороги) и неудачной конюктурой на рынке "рижского" семени, которое оптом вывозилось за границу.

#### Животноводство
Сенокосы хороши по берегам рек, особенно по Сев. Двине и Вычегде сена собирают ок. 5136000 пд.; сено здесь играет важную роль, так как скот стоит дома около 8 мес.; в 1894 г. было лошадей 17190, рогатого скота 18840, овец 41620, свиней 1440.

### Лесное хозяйство
Леса, покрывающие 83 % всей площади уезда, почти исключительно принадлежат государству, их считается 3212800 дес.; единственный сбыт леса через Архангельск за границу.

### Промыслы
В помощь к сельскому хозяйству служат промыслы, из которых главные: рубка и вывозка леса, смолокурение, рыбная ловля (особенно стерлядей и сигов) и охота. Охотой и рыболовством занимаются до 2000 чел. (1897), и они выручают до 20000 р., а иногда и более в год. Из отхожих промыслов, которыми занимаются до 7000 чел., наибольшую прибыль даёт заготовка и сплав леса в Архангельск весной (от 30000—40000 р.).

### Промышленность и торговля
К концу XIX века промышленность в Сольвычегодском уезде была представлена только кустарными предприятиями Черевковской волости: спичечная фабрика с оборотом в 5000 рублей в деревне Верхнее Блешково в 2 км от села Черевково, кирпичный завод, три кожевенных завода и салотопенный завод. Торговля была развита крайне слабо; ярмарки (за исключением уездного города Сольвычегодска): в г. Красноборске (оборот на 35000 р.) и в уезде — 10, с оборотом на 106000 р.; главный предмет сбыта — лён.

## Образование
В Сольвычегодском уезде, который тогда включал Красноборский, Черевковский, Верхне-Тоемский, Вилегодский, Ленский и большую часть Котласского района, в 1868 году было 48 церковно-приходских сельских училищ. Учились в них 773 мальчика, 116 девочек.
Народных школ (1894) в уезде 51, в городах 5, из них 2-классных одна в уезде и 2 в городах; ост. одноклассные, из последних министерских в уезде 2, городских 2 и церк.-приход. 49. Учащихся в селениях 2801, в городах 262, всего 3063 (2681 мальч. и 382 дев.). Кроме того, в Сольвычегодском уезде было 18 шк. грамоты с 487 учащ. (464 мальч. и 23 дев.).
В 1916–1917 учебном году на территории  уезда было 157 начальных одноклассных училищ, 9 двухклассных. В Котласском районе  было всего 26 учебных заведений: 23 церковно-приходских, 3 средних учебных заведения. Общее количество учащихся было 800 человек.

## Бюджет
Земский бюджет (по смете 1899 г.): доходы — 154176 рублей, в том числе земельных налогов 136699 р.; расходы — 154690 р., из них на земское самоуправление 12601 р., на народное образование (субсидии различным школам; земских школ в у. нет) 29174 р. и на медицинскую часть 39444 р.